# Тръстиков ерпетоихт
Тръстиковите ерпетоихти (Erpetoichthys calabaricus) са вид животни от семейство Многоперкови (Polypteridae).
Те са почти застрашен вид.
Таксонът е описан за пръв път от Джон Алигзандър Смит през 1865 година.